# Ideologia języka standardowego
Ideologia języka standardowego, standardyzm językowy (ang. standard language ideology, linguistic standardism) –  zespół postaw językowych będących wynikiem procesów standaryzacji językowej w nowoczesnych społeczeństwach. Ich trzon tworzą z jednej strony powszechne (często wyidealizowane) koncepcje poprawności językowej, z drugiej – przekonanie o istnieniu jednej, „najlepszej” odmiany języka – języka standardowego, oraz krytyczny stosunek do form od niej odrębnych. Ideologia języka standardowego podkreśla słuszność standaryzacji językowej, często wiążąc to z pewnym imperatywem moralnym, nakazującym stosowanie jednolitego kodu językowego we wszystkich sytuacjach społecznych. Termin „ideologia języka standardowego” został wprowadzony do socjolingwistyki przez amerykańskich językoznawców Lesley i Jamesa Milroyów.
Założeniami ideologii języka standardowego kierują się użytkownicy języków, które przeszły proces standaryzacji (są to np. angielski czy japoński), w odróżnieniu od osób władających językami nieustandaryzowanymi (do których należą np. liczne lokalne języki australijskie i afrykańskie). Ideologia ta staje się przedmiotem krytyki ze względu na dostrzegany w niej konserwatyzm i elitaryzm, związek z puryzmem językowym oraz uniwersalistyczne przypisywanie wartości różnym cechom i stylom językowym, przy propagowaniu oficjalnego standardu językowego jako wyższej formy języka (nie zaś np. jako pomocniczego środka komunikacji). Ponadto, poprzez koncentrację na dialekcie standardowym i narzucanie czarno-białej koncepcji poprawności językowej, ideologia języka standardowego ma budować zniekształcony obraz języka i jego wariantywnej natury. Zdaniem socjolingwistów prowadzi ona bowiem do marginalizacji różnych odmian języka, w tym dialektów lokalnych i rozmaitych form języka potocznego . Przyznawanie pierwszeństwa językowi standardowemu w procesie rewitalizacji języków mniejszościowych może mieć negatywny wpływ na ich żywotność, sprzyjając redukcji przekazu odmian lokalnych, które nie są promowane przez system szkolnictwa.
W socjolingwistyce ideologia języka standardowego jest wymieniana wśród najbardziej upowszechnionych ideologii językowych, obok ideologii monoglosji.

## Charakterystyka
Rosina Lippi-Green definiuje to pojęcie jako: „stronniczość na rzecz abstrakcyjnego, wyidealizowanego, homogenicznego języka, który jest dyktowany i podtrzymywany przez instytucje o dominującej pozycji i który jako swój model określa język pisany, choć w największej mierze opiera się na języku mówionym wyższej klasy średniej”.
Języki standardowe powstają na bazie praktyki językowej wykształconych użytkowników języka, przy czym edukacja nie jest jednakowo dostępna dla wszystkich. Instytucje edukacyjne odgrywają istotną rolę w propagowaniu standardu, czemu służy stosowanie sankcji wobec tych, którzy nie operują standardem, oraz nagradzanie (np. dobrymi ocenami) tych, którzy nim władają. Przykładem ideologii języka standardowego jest przekonanie, że komunikacja będzie bardziej efektywna, jeśli wszyscy będą używać odmiany standardowej języka. Innym jej przejawem jest przywiązanie do zewnętrznych autorytetów i źródeł językowych (specjalistów, opracowań gramatycznych, poradników stylistycznych itp.), będących wyznacznikami poprawności językowej.
Chorwacki lingwista Anđel Starčević rozumie ideologię języka standardowego jako powszechną postawę typowych użytkowników języka, która zakłada istnienie jednej poprawnej i „prawdziwej” odmiany języka, często w sensie absolutnym. Odmianą tą jest z założenia język standardowy, popularnie utożsamiany z językiem jako takim i postrzegany jako lepszy od pozostałych jego odmian (pod względem walorów logicznych, estetycznych i komunikacyjnych). Pod wpływem procesów standaryzacyjnych pisana postać języka i styl formalny uchodzą za bardziej prawowite od języka mówionego i stylów mniej formalnych. Niestandardowe odmiany języka są postrzegane nie autonomicznie, lecz przez pryzmat odmiany standardowej – jako odstępstwa od niej.
Ideologia języka standardowego jest właściwa dla społeczeństw europejskich, a pewne jej wpływy zauważa się również w dyskursie profesjonalnych językoznawców. Starčević wiąże założenia tej ideologii z teorią kultury języka.
W kulturach języka standardowego homogeniczność języka bywa częścią oficjalnej polityki językowej, a samemu pojęciu poprawności językowej przypisuje się status wartości narodowej. Podważanie tej ideologii lub tradycyjnych autorytetów może być odbierane jako zagrożenie dla tożsamości narodowej lub jako przejaw „językowego anarchizmu”. Niekiedy wskazuje się na potrzebę kultywacji norm językowych w związku z przeciwdziałaniem barierom komunikacyjnym. Dla ideologii języka standardowego typowe jest przekonanie, że jakość języka właśnie ulega pogorszeniu, co rodzi potrzebę jego ochrony przed nieuchronną degradacją, przy wsparciu odpowiednich autorytetów.

## Założenia
Językoznawca James Milroy wyróżnia cztery składniki ideologii języka standardowego:
- koncepcja poprawności językowej;
- przypisywanie znaczenia autorytetom językowym;
- przypisywanie znaczenia prestiżowi;
- koncepcja prawowitości standardu.

### Poprawność językowa
Istotną konsekwencją standaryzacji języka jest ugruntowanie się w społeczeństwie idei poprawności językowej. W kulturach języka standardowego panuje powszechne, zwykle niekwestionowane przekonanie, że wśród używanych form językowych można wyróżnić zarówno elementy z gruntu poprawne, jak i elementy błędne. Wiara w obiektywną poprawność językową istnieje wśród znakomitej większości społeczeństwa, również wśród ludzi wykształconych. W społeczeństwie poprawność językowa jest uznawana za zdroworozsądkowy fakt, oparty na rozstrzygnięciach lingwistycznych, bez przypisywania temu pojęciu podłoża ideologicznego.
James Milroy stoi na stanowisku, że reguły poprawności nie są elementem zaszytym w języku, lecz konwencją narzucaną z zewnątrz, opartą na czynnikach społecznych i wynikającą z przyjęcia takich, a nie innych form jako części języka standardowego. Milroy zaznacza, że ewentualne argumenty, mające uzasadniać wybór poszczególnych form, są dorabiane metodą post hoc; o sposobie postrzegania różnych bytów językowych w rzeczywistości decydują bowiem czynniki pozajęzykoznawcze.
Polski językoznawca Karol Janicki zauważa ponadto, że przekonanie o dwubiegunowości rzeczywistości językowej (poprawny–niepoprawny) i absolutnej wyższości środków języka standardowego obecne jest nie tylko wśród laików, ale również wśród niektórych lingwistów. Janicki określa tę postawę jako przejaw esencjalizmu.
Chorwacki językoznawca Mate Kapović wiąże ideologię języka standardowego z preskryptywizmem i konserwatyzmem. Można rozróżniać preskryptywizm i węziej rozumianą preskrypcję. Pod pojęciem preskryptywizmu Kapović rozumie praktykę, w ramach której preskrypcja – polegająca na arbitralnym doborze jednostek językowych i ich kodyfikacji dla celów użytkowych – jest przedstawiana jako czynność naukowa, racjonalizowana przy użyciu argumentów lingwistycznych. O ile sama preskrypcja (jako „czynność techniczna”) ma zabiegać o rozpropagowanie pewnego kodu językowego jako pomocniczego narzędzia komunikacji – np. do użytku oficjalnego i ogólnonarodowego – to preskryptywizm i ideologia języka standardowego polegają na uznaniu tego kodu jako wyższej, jedynej „prawidłowej” formy języka oraz sprzeciwianiu się zakorzenionej w języku wariantywności.

### Autorytety językowe
Językoznawcy teoretycy stoją przeważnie na stanowisku, że język stanowi własność każdego native speakera – jego rodowitego użytkownika, postrzegając go jako zjawisko poznawcze, kształtujące się w ludzkim umyśle. Zakłada się, że wszelkie kody językowe – w tym dialekty regionalne czy język potoczny, są z natury oparte na złożonych zasadach językowych; reguły te istnieją niezależnie od wypracowania piśmiennictwa i oficjalnej kodyfikacji.
W kulturach języka standardowego uważa się, że językiem sterują autorytety (zwykle bliżej nieokreślone), odgórnie ustalające zasady i dyktujące je użytkownikom. Powszechne jest także przekonanie, że wiedza językowa przyswojona w sposób naturalny jest niedoskonała; o właściwym nabywaniu znajomości języka zaczyna się mówić dopiero na etapie formalnej edukacji (choć w rzeczywistości dzieci w wieku przedszkolnym mają już opanowane podstawy gramatyki i fonologii). Podczas nauki czytania i pisania ustandaryzowany język pisany jest utożsamiany z językiem jako takim.
Dla kultur języka standardowego charakterystyczne jest przypisywanie znaczenia normom ortograficznym – które są wysoce ustandaryzowane – choć zarazem nie dostrzega się umownego charakteru systemu pisma. Powszechne jest przekonanie, że o kształcie pisowni decydują obiektywne rozstrzygnięcia lingwistyczne. Nie przewiduje się możliwości dostosowania ortografii do różnych potrzeb komunikacyjnych, np. w celu osiągnięcia celowego efektu stylistycznego, zaprezentowania realnej wymowy słów lub nadania przekazowi cech nieformalności. Pokutuje także przekonanie, że ustna produkcja językowa powinna odpowiadać konwencjom języka pisanego, co przejawia się w unikaniu powtórzeń w języku mówionym i próbach wprowadzania do niego pisemnych struktur zdaniowych.

### Prestiż językowy
Przyjmuje się, że główny wpływ na status różnych form językowych ma ich poważanie społeczne. James Milroy dla zobrazowania tego zjawiska podaje angielskie zdania „He was a man what didn’t believe nothing” i „He was a man who didn’t believe anything”, stwierdzając, że większość użytkowników angielszczyzny za lepsze uzna to drugie. Standardowe odmiany języków i skodyfikowane konstrukcje gramatyczne cieszą się zatem większym prestiżem socjolingwistycznym od tych odmian i konstrukcji, które są uważane za niestandardowe. Milroy zauważa jednak, że prestiż nie jest wewnętrzną cechą danej formy lub odmiany językowej – decyduje o nim status socjoekonomiczny jej użytkowników.
Przeciwieństwem powyższego zjawiska jest stygmatyzacja językowa, czyli niskie postrzeganie pewnych elementów językowych, zwykle form preferowanych przez niższe klasy społeczne, z zasady dezaprobowanych w procesie edukacji. Jako przykład skrajnego efektu stygmatyzacji Milroy podaje odczucia, jakoby użytkownicy gwar „nie znali swojego własnego języka”. Niekiedy posługiwanie się nawet pojedynczymi niestandardowymi formami językowymi (np. pol. „przyszłem” zamiast „przyszedłem”) skutkuje negatywnymi konsekwencjami społecznymi, wywołując dezaprobatę lub drwiny ze strony innych użytkowników języka.

### Prawowitość standardu
W kulturach języka standardowego powszechna jest marginalizacja innych, nieskodyfikowanych odmian językowych. W lingwistyce formy te są określane mianem niestandardowych, a popularnie traktuje się je jako odmiany gorsze od języka standardowego. Binarna opozycja standardowy–niestandardowy przeobraża się ostatecznie w dychotomię poprawny–niepoprawny, która jest rozumiana w sensie absolutnym.
Według Jamesa Milroya znamiona ideologii nosi samo dychotomiczne ujmowanie przez językoznawców stosunku między formami standardowymi a niestandardowymi, które wymaga przyjęcia standardowego kodu jako centralnej odmiany języka. Za ideologiczne uchodzi też konwencjonalne przeciwstawianie terminu „odmiana niestandardowa” terminowi „język standardowy”.
W przestrzeni publicznej typowym wyrazem ideologii standaryzacyjnej jest działalność tzw. grammar nazis. W internecie (np. na anonimowych forach dyskusyjnych) panują dążności do krytykowania i poprawiania form niestandardowych, postrzeganych jako „rażące”; nie grożą za to bowiem konsekwencje społeczne. 
W kulturach języka standardowego występują dążności do zachowania specyfiki gwar wiejskich, którym przypisuje się wartość tradycyjną. Jednocześnie bywa spotykany pogląd, że pewne warianty języka – w odróżnieniu od gwar wiejskich – stanowią opaczne próby imitacji standardu, pozbawione własnej historii i prawowitości – przykładem takich odmian są dialekty miejskie.

## Subordynacja językowa
Socjolingwistka Rosina Lippi-Green uważa subordynację językową za kluczową część ideologii języka standardowego. Zaproponowany przez nią model obrazuje, w jaki sposób następuje subordynacja dialektów niestandardowych prestiżowej formie języka (językowi standardowemu). W jego skład wchodzą następujące elementy:
- mistyfikacja języka:
  - Dla kultur języka standardowego charakterystyczne jest założenie, że przeciętna osoba nie jest w stanie pojąć zawiłości swojego języka ojczystego. Kluczem do zrozumienia tajników języka ma być skorzystanie z pomocy ekspertów. Pogląd ten opiera się na mylnym przekonaniu, że ustandaryzowany dialekt, szerzony za pośrednictwem systemu oświaty, tworzy całokształt języka, a nie tylko jedną z wielu jego odmian[44].
- ustanawianie autorytetów:
  - Ideologia języka standardowego zakłada istnienie zewnętrznych źródeł określających poprawną formę języka: specjalistów i gremiów językowych, różnych publikacji (poradników stylistycznych, gramatyk normatywnych). Tylko dzięki autorytetom ma być możliwe wyjście z pierwotnego stanu „niewiedzy językowej”[14].
- generowanie fałszywych informacji:
  - Element ten podkreśla istnienie asymetrii między różnymi odmianami języka: standard jest uważany za „poprawną” odmianę języka, co próbuje się zracjonalizować przy użyciu argumentów lingwistycznych. Tego rodzaju argumentacja jest jednak chybiona u swej podstawy, gdyż szczególny status języka standardowego ma podłoże społeczne i nie daje się uzasadnić lingwistycznie[14]. Za potocznymi wyjaśnieniami, które mają na celu udowodnienie wyższości cech języka standardowego, często kryje się niedostateczne zrozumienie zjawisk językowych[45].
- trywializacja języka nienormatywnego:
  - Element ten sprowadza się do przekonania, że używanie dialektów niestandardowych może być uzasadnione co najwyżej w pewnych kontekstach prywatnych (np. w środowisku rodzinnym), ale nie w sferach życia publicznego (w edukacji, administracji itp.). Takie podejście wynika z założenia, że pewne odmiany języka są mniej wartościowe niż język standardowy[46].
- wartościowanie języka standardowego jako dialektu przynoszącego sukces społeczny:
  - Nieposługiwanie się językiem standardowym stanowi potencjalne utrudnienie w edukacji i karierze zawodowej. Wysoki prestiż przypisywany tej odmianie języka sprawia, że osoby, które ją opanowały, otrzymują większy wachlarz możliwości społecznych niż użytkownicy odmian niestandardowych[47].
- marginalizacja nonkonformistów:
  - Osoby, które nie opanowały języka standardowego lub po prostu z niego nie korzystają, nie tylko zmagają się z różnymi uprzedzeniami społecznymi, ale są również oskarżane o niedostateczną znajomość własnego języka; doświadczają tym samym silnej dyskryminacji językowej[48].